# Rue Charles-Landelle
La rue Charles-Landelle est une voie du centre-ville de la commune française de Laval.

## Situation et accès
Elle relie la place de la Trémoille à la place Hardy-de-Lévaré. Cette situation lui permet de joindre deux grands monuments du Vieux Laval, le château et la cathédrale. Elle porte le nom de Charles Landelle, peintre lavallois du XIXe siècle.

## Origine du nom
Elle porte le nom du peintre Charles Landelle (1821-1908).

## Historique
La rue Charles-Landelle est percée en 1888 dans le tissu urbain médiéval afin de créer un axe rectiligne entre la place de la Trémoille et la place Hardy-de-Lévaré. Les deux espaces étaient cependant déjà reliés par la rue Daniel-Œhlert, alors « rue du Palais », mais cette dernière n'était pas directe.
Le percement de la rue Charles-Landelle entraîne par ailleurs la destruction du côté sud de la rue du Palais, et les deux voies ne forment plus qu'un seul axe, large et planté d'arbres, qui agrandit la place de la Trémoille. Cet espace est baptisé « place des Acacias ».
La construction de la rue a occasionné la destruction de plusieurs maisons ainsi que du marché couvert de la place de la Trémoille. La rue a aussi créé une brèche dans le tissu urbain médiéval, en coupant en deux l'axe rue Renaise-rue de la Trinité-Grande rue, autour duquel la ville était née au Moyen Âge.